# Seth Sethsen
Helge Seth Nielsen (født 26. maj 1955 i Albertslund) (bedre kendt som Seth Sethsen) er en dansk-grønlandsk morder, der ved et nævningeting i 1986 i Østre Landsret blev idømt livsvarigt fængsel for at have begået rovmord mod den 49-årige taxachauffør Kurt Gaarn-Larsen den 19. oktober 1985 i Morbærhaven i Albertslund.

En kvindelig cyklist fandt 20. oktober 1985 om morgenen Kurt Gaarn-Larsen siddende død i sin taxa, stadig med motoren kørende. De retsmedicinske undersøgelser viste at han var blevet skudt i hovedet og i maven på klos hold med en salon-pistol kaliber 22.
Kriminalpolitiet efterforskede mordet og anholdt den 22. oktober 1985, den 31-årige Seth Sethsen, der blev sigtet for rovmordet. Han havde da allerede siddet 11 år i fængsel for røverier og narko-kriminalitet.
Seth Sethsen afsoner pr. 2023 fortsat sin livstidsstraf, og han er således den næstlængst siddende livstidsfange i Danmark. Østre Landsret besluttede dog den 23. december 2021, at Kriminalforsorgen skal fastsætte vilkår for en prøveløsladelse af Seth Sethsen, men Højesteret omgjorde imidlertid den 29. juni 2022 afgørelsen og afslog begæringen om prøveløsladelse.
I juni 2012 blev han interviewet af TV 2s kriminalmagasin Station 2 og i november 2014 udkom hans biografi, Seth - en krigermunk bag tremmer, skrevet af Thomas Jensen og Peter Grønlund.